# 久本真菜
久本 真菜（ひさもと まな、1989年3月9日 - ）は、日本のフリーアナウンサー。岡山県備前市出身。

## 来歴・人物
歯科医師の父親と、薬剤師の母親との間に生まれる。賢明女子学院中学校・高等学校、神戸女学院大学卒業。
2011年にキャストKSBパートナーズへ入社。瀬戸内海放送（KSB）報道部所属アナウンサー兼記者として、報道番組の制作に携わる。
2015年3月末に退社し、翌4月にテレビ神奈川（tvk）に移籍。同月4日より『あっぱれ!KANAGAWA大行進』に第9期アシスタントとして出演を開始する。また同年9月30日には、秋の全国交通安全運動キャンペーンの一環として神奈川県警察加賀町警察署の1日署長を務める。
2019年3月31日にtvkを退社し、フリーアナウンサーとなる。

## 余談
- 神奈川県外出身のtvkアナウンサーは小林咲夏以来、7年9か月ぶり。
- フリーアナウンサーの平川彩佳は大学時代からの友人[2]。

## 過去の担当番組

### 瀬戸内海放送
- KSBスーパーJチャンネル - リポート、お天気コーナー
- KSBニュースView

### テレビ神奈川
- ありがとッ! （2015年7月10日 - 9月25日）- 金曜日MC
- カナガワニ海 キャンペーンメッセンジャー （2016年7月18日 - 10月31日）- ナレーション
- あっぱれ!KANAGAWA大行進（2015年4月4日 - 2019年3月30日）- 第9期アシスタント。※2019年4月6日にも後任の赤間有華のサポート役として、また2021年3月27日にも同日限りで番組を卒業したデビット伊東へのサプライズゲストとして岡村帆奈美と共に出演
- LOVEかわさき （2015年7月11日 - 2019年3月23日）- アシスタント
- tvkニュース・天気（随時）
- the Golf（2019年4月14日 - 2020年3月22日)  - ナレーション
- 水溜りボンドが何かするってよ　(2020年9月4日 - 25日)　- ナレーション
- theGOLF+　(2020年4月14日 - 9月26日)　- ナレーション
- 水溜りボンドの○○いくってよ（2020年10月3日 - 2021年6月19日）- ナレーション

#### フリー
- 生放送！エンタメ情報ステーション 土曜のトオルとカヲル(BS松竹東急、2023年2月4日)[3]

## その他
- 特技けん玉3級。
- tvkのアナウンサーであるため上記担当番組以外に、tvk内CMナレーション、テレビ以外では、tvkハウジング等のイベント会場での司会もしている。
- 2015年9月30日 加賀町警察署にて一日警察署長就任。
- 2016年3月13日 横浜マラソンを5時間41分にて完走する。
- 2016年3月17日 白鳥麗子でございます！(2016年版) アナウンサー役
- 2017年1月10日 厚木警察署にて一日警察署長就任。
- 2017年3月12日 ウィメンズマラソンを5時間38分3秒にて完走する。
- 2018年9月24日 加賀町警察署にて一日警察署長就任。